# Phêrô Chung Vạn Đình
Phêrô Chung Vạn Đình (Sinh 1928; tiếng Trung:鍾萬庭, tiếng Anh:Peter Chung Hoan Ting) là một giám mục người Malaysia của Giáo hội Công giáo Rôma. Ông nguyên là Tổng giám mục chính tòa Tổng giáo phận Kuching và Chủ tịch Hội đồng Giám mục Malaysia, Singapore, Brunei. Trước khi làm Tổng giám mục Kuching, ông lần lượt làm Ph1o Đại diện Tông Tòa rồi Đại diện Tông Tòa Hạt Đại diện Tông Tòa Kota Kinabalu, rồi trở thành Đại diện Tông Tòa cuối cùng của Kuching.

## Tiểu sử
Tổng giám mục Chung sinh ngày 10 tháng 9 năm 1928 tại Luinchi, thuộc Malaysia. Sau quá trình tu học dài hạn tại các cơ sở chủng viện theo quy định từ Giáo luật, ngày 26 tháng 9 năm 1954, Phó tế Chung, 26 tuổi, tiến đến việc được truyền chức linh mục.
Sau mười lăm năm kinh nghiệm trong công tác mục vụ trên sứ vụ linh mục, ngày 1 tháng 9 năm 1970, Tòa Thánh loan báo tin tức về việc Giáo hoàng đã quyết định tuyển chọn linh mục Phêrô Chung Vạn Đình, 42 tuổi, làm Giám mục Phó Đại diện Tông Tòa Hạt Đại diện Tông Tòa Kota Kinabalu, với chức danh là Giám mục Hiệu tòa Acelum. Các nghi lễ tấn phong cho vị tân chức đã được cử hành sau đó vào ngày 15 tháng 11 cùng năm, với sự tham dự của ba giáo sĩ cấp cao khác. Chủ phong cho tân giám mục là Giám mục James Buis, M.H.M., nguyên Đại diện Tông Tòa Hạt Đại diện Tông Tòa Kota Kinabalu. Hai vị khác trong vai trò phụ phong, gồm có: Giám mục Dominic Aloysius Vendargon, Giám mục chính tòa Giáo phận Kuala Lumpur và Giám mục Gregory Yong Sooi Ngean từ Giáo phận Penang.
Năm 1972, Giám mục Chung kế nhiệm vị trí Đại diện Tông Tòa Kota Kinabalu. Ba năm sau đó, ngày 30 tháng 1 năm 1975, Tòa Thánh quyết định thuyên chuyển Giám mục Phêrô Chung chuyển làm Đại diện Tông Tòa Hạt Đại diện Tông Tòa Kuching. Hơn một năm sau đó, ngày 31 tháng 5 năm 1976, Tòa Thánh nâng cấp Hạt Đại diện Tông Tòa Kuching lên thành Tổng giáo phận Kuching, đồng thời, tái xác nhận việc tuyển chọn Giám mục Phêrô Chung Vạn Đình tiếp tục sứ vụ ở Kuching, với chức danh mới là Tổng giám mục chính tòa.
Ngày 21 tháng 6 năm 2003, ông từ nhiệm vì lí do tuổi tác theo quy định Giáo luật và được Tòa Thánh chấp thuận. Ông cũng có mặt trong chuyến hành hương đến Tòa Thánh Ad Limina của Giám mục đoàn Malaysia tổ chức vào tháng 6 năm 2008.
Ngoài các nhiệm vụ chính thức được thông báo bổ nhiệm từ Tòa Thánh, ông còn kiêm nhiệm thêm vị trí Chủ tịch Hội đồng Giám mục Malaysia, Singapore và Brunei trong những khoảng thời gian tách biệt là từ năm 1976 đến 1979 và từ năm 1994 đến năm 2000.